# CeBIT

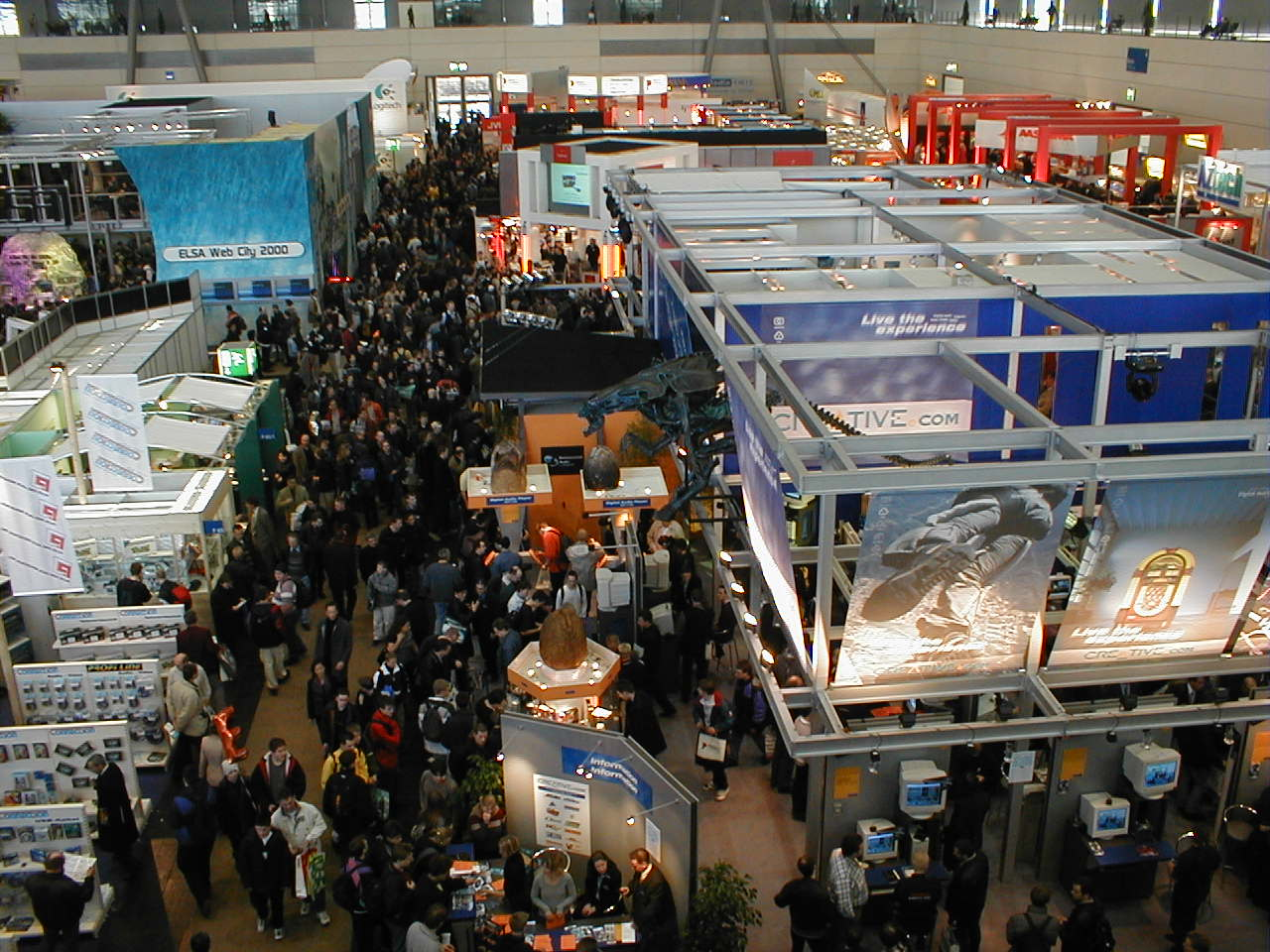
CeBIT v roce 2000

CeBIT byl největší světový veletrh informačních technologií. Tento veletrh v německém Hannoveru byl založen v roce 1970 a osamostatnil se roku 1986, přičemž ukazoval směry vývoje komerčních informačních technologií. Výstavní areál s rozlohou 450 000 m² pojmul až 700 000 návštěvníků. Pro klesající zájem veřejnosti se poslední veletrh konal v roce 2018.
V roce 2007 zde bylo přes 6200 vystavovatelů z více než 70 zemí světa.